# Филатов, Дмитрий Владимирович (футболист)
Дмитрий Владимирович Филатов (9 февраля 1977) — российский футболист, выступавший на позиции защитника. Сыграл три матча в высшей лиге России.

## Биография
На взрослом уровне начал выступать в 1995 году в самарском СКД, куда был отдан в аренду из тольяттинской «Лады». За основную команду «Лады» дебютировал 24 сентября 1996 года в матче Кубка России против нижегородского «Локомотива». Четырьмя днями спустя, 28 сентября 1996 года, сыграл свой первый матч в высшей лиге, против «Ростсельмаша». Всего в высшей лиге сыграл три матча. В итоге не смог закрепиться в составе «Лады» и в середине следующего сезона покинул команду.
После ухода из «Лады» выступал за команды Второго дивизиона — ульяновскую «Волгу», «Нефтяник» из Похвистнево, «КАМАЗ», оренбургский «Газовик» и нижнекамский «Нефтехимик». В составе «КАМАЗа» в 2003 году стал победителем зонального турнира Второго дивизиона, однако ещё до окончания сезона ушёл из команды..
В возрасте 29 лет завершил профессиональную карьеру. Затем два сезона выступал в Москве за команду «МУВД на ВВТ» (позднее переименована в «МВД России»): в 2007 году в её составе стал чемпионом Москвы, на следующий год играл за второй состав команды в любительских соревнованиях.